# Joaquim Maria Puyal
Joaquim Maria Puyal i Ortiga (Barcelona, 24 de marzo de 1949) es un periodista español. Está considerado como uno de los mejores presentadores de televisión y locutores de radio de España como así lo han atestiguado las audiencias de sus programas, las encuestas y los numerosos reconocimientos recibidos, entre los que destacan 4 premios Ondas. Está doctorado en Lingüística por la Universidad de Barcelona (su tesis fue reconocida con  el Premio Extraordinario de Doctorado), licenciado en Filología Románica (Universidad de Barcelona) y en Ciencias de la Información (Universidad Autónoma de Barcelona).

## Radio
Puyal era estudiante de Filosofía y Letras, pero era un amante de la radio y, como él mismo reconoce, ya de muy joven, los jueves se dedicaba a visitar las emisoras de Barcelona para ofrecer sus servicios.
En 1967 empieza a colaborar en Radio Barcelona, en la que permanecería 17 años desarrollando diferentes tareas, hasta 1985.
Empezó haciendo turnos en la FM, entonces una frecuencia incipiente y minoritaria, pero el director de la emisora, Manuel Tarín Iglesias, le propuso transmitir el partido de fútbol Barcelona-Córdoba por la Onda Media. Llegó a narrar más de 500 partidos de fútbol en castellano, entre 1968 y 1976. En esos años también retransmitió combates de boxeo desde el Gran Price y el Palacio de los Deportes. Sin embargo, ya en esos años siempre viajaba con un libro de gramática catalana y un diccionario, para prepararse por si algún día se permitían las transmisiones en catalán.
Durante dos años fue el corresponsal en Barcelona del programa Hora 25, dirigido por José María García, que lideraba las noches radiofónicas españolas.

## Pionero de la radio en catalán
El 5 de septiembre de 1976 por fin pudo retransmitir un partido de fútbol, del FC Barcelona, en catalán, siendo el primero en hacerlo.
Le planteó la propuesta al director general de la cadena SER, Manuel Terán, poco después de la muerte de Franco. Pensó que los nuevos aires de la Transición lo tolelarían, a pesar de que aún no se había instaurado la democracia en España. Y así fue. Sobre todo porque la SER le aprobó el proyecto de retransmitir en catalán por la FM, una frecuencia todavía minoritaria, y porque su programa “Futbol en català”, contó desde el principio con el patrocinio de la Caixa de Pensions “La Caixa”, que sufragó todos los gastos del programa. El programa se convirtió rápidamente en un programa de gran audiencia.
En 1985 dejó Radio Barcelona para fichar por Catalunya Ràdio junto a todo su equipo (en el que destacaban Antoni Bassas y Eduard Boet).
Desde entonces y durante veinte años no ha dejado de narrar, en catalán, ni uno solo de los partidos oficiales disputados por el FC Barcelona.
En total ha narrado más de 2000 partidos de fútbol, más de 500 en castellano, y más de 1500 en catalán.
El 4 de julio de 2018 anunció que ya no seguiría retransmitiendo los partidos del Barça, después de 50 años haciéndolo.

## Televisión
La popularidad y el prestigio de Joaquim María Puyal se debe tanto a su labor radiofónica como a su presencia en televisión, medio en el que ha dirigido, producido y presentado diversos programas, siempre en lengua catalana, y con gran éxito de audiencia.
Inició su relación con la pequeña pantalla en los estudios de Miramar, en el circuito catalán de Televisión Española. Allí empezó presentando, en 1977, y en lengua catalana, el programa ”Vostè Pregunta”, que significó un formato inédito hasta entonces en España, y le valió, en 1979, el segundo premio Ondas de su carrera.
En la propia TVE y para toda España, presentó también Memorias del cine español (1978), Mano a mano (1981) y la primera emisión del programa Buenas noches (1982), con Mercedes Milá. Tras esa primera emisión, presentó su dimisión tras la primera emisión, por una presunta incompatibilidad con el desempeño de otras actividades.
En 1985 fichó por Televisió de Catalunya para dirigir y presentar, en TV3, el programa "Vostè Jutja", que estuvo dos años en antena, hasta 1987.
En 1989 estrenó en TV3 el programa “La Vida en un xip”, que estuvo en antena hasta 1992. Un año después estrenó “Un tomb per la vida”, un programa en el que, durante dos años, invitaba a grandes personajes de la sociedad para repasar su vida.
En televisión también dirigió dos programas-concurso para TV3 aunque no los presentó: “Tres pics i repicó” i “El joc del segle” (un concurso inventado por él del que también salió al mercado un juego de mesa).
- Programas de televisión
  - Vostè pregunta (TVE para el circuito catalán)
  - Vostè jutja (1985 – 1987)
  - La vida en un xip (1989 – 1992)
  - Tres pics i repicó (1988 – 1991)
  - El joc del segle (1991 – 1992)
  - Un tomb per la vida (1993 – 1994).

Ha sido el padrino de grandes periodistas catalanes, a los que dio su primera oportunidad profesional, como Antoni Bassas, Eduard Boet, Pilar Calvo, Jordi Basté, Xavier Bosch, Mònica Terribas, Manel Fuentes, Ricard Torquemada, Rut Vilar, etc…
Desde 1997, ha orientado, preferentemente, su trabajo hacia la actividad universitaria y la investigación en el ámbito de la teoría de la comunicación.
Hoy en día da charlas y conferencias, y produce programas audiovisuales para diferentes cadenas a través de su propia productora.

## Libros publicados
Aicnàlubma (en lengua catalana), publicado por Columna (2011).
La realidad inversa (en lengua española), una reflexión sobre la sociedad y los medios de comunicación, publicado por Destino (2011).

## Premios y reconocimientos
- 4 Premio Ondas, concedidos por Radio Barcelona, de la Cadena SER:
  - 1978- Premio Nacional de Radio
  - 1979- Por su programa “Vostè Pregunta”, de TVE
  - 1986- Por su programa “Vostè Jutja”, TV3
  - 2004, Ondas a la ”Trayectoria o labor profesional más destacada”, “por su personal estilo de hacer radio deportiva, iniciado hace 28 años y que ahora desarrolla con éxito en Catalunya Ràdio”.
- 2004. Premis Nacionals de Radiodifusió, Televisió, Internet i Telecomunicacions de la Generalidad de Cataluña, 2004, por sus retransmisiones deportivas en el programa “Futbol en Català”, de Catalunya Ràdio, “Per fer del català la llengua vehicular de molts dels oïdors dels programes esportius del país, sigui quin sigui el seu origen cultural i lingüístic.”
- Premi Ciutat de Barcelona
- Premi Nacional de Cultura, de la Generalidad de Cataluña.
- Creu de Sant Jordi, de la Generalidad de Cataluña.
- Encargado de realizar el pregón de las Fiestas de la Mercè 2011, en el cual hizo un repaso de su vida y de la historia de Barcelona y apeló a superar las diferencias entre la ciudadanía.[5]
- Tres premios otorgados por Òmnium Cultural.
- Doble premio al “mejor locutor de radio” y al “mejor presentador de televisión” del siglo XX, según votaciones populares en el premio a “Los números 1 de las Comunicaciones del siglo XX”, concedido por el programa "L’Altra Ràdio" de Ràdio 4 i Eutelsat
- Premi Català de l'any 2012